# Taxi Teheran
Taxi Teheran è un film del 2015 diretto da Jafar Panahi. 
Il regista, sul quale da anni grava un divieto di girare film nel proprio paese, realizza questo finto documentario alla luce del giorno, coinvolgendo la sua vera nipote e attori non professionisti. Panahi è anche interprete, nei panni di se stesso tassista, nonché direttore della fotografia, sceneggiatore, montatore e produttore della pellicola.
Nel 2015 si è aggiudicato l'Orso d'oro come miglior film al Festival internazionale del cinema di Berlino. Premio che venne ritirato dalla piccola nipote Hana, tra le interpreti del film, essendo impedito al regista Panahi di uscire dal proprio paese.

## Trama
Donne e uomini, ricchi e poveri, delinquenti e gentiluomini scendono e salgono dal taxi dell'inesperto autista Panahi, raccontando tra risate e emozioni l'Iran di oggi e ricordando che un taxi a Teheran è prima di tutto un mezzo di comunicazione.
Il film mostra il regista Jafar Panahi mentre viaggia per le strade di Teheran fingendo di essere un tassista. Vuole ascoltare qualcosa della vita dei suoi passeggeri e rifiuta di essere pagato per il servizio. I suoi primi passeggeri sono un uomo dalla mentalità conservatrice che sostiene la pena di morte e una donna che sostiene la sua abolizione, un venditore di video pirata di nome Omid che in passato aveva prestato a Panahi film stranieri proibiti, un uomo ferito e sua moglie che, in preda al panico, insistono a registrare su cellulare il testamento di lui, e una coppia di donne anziane superstiziose che vogliono liberare dei pesci rossi in una fonte sacra.
Alla fine, Panahi prende a bordo la nipote Hana all'uscita dalla sua scuola. Hana parla di cinema e vuole i consigli di Panahi su come filmare un cortometraggio per un progetto scolastico; la sua insegnante ha parlato di diverse regole sulla produzione di film in Iran, tra cui l'evitare lo siahnamayi, cioè il dare un'immagine negativa del paese. Ma l'insegnante di Hana ha anche affermato che le persone dovrebbero girare film come meglio credono. I due si fermano nei pressi di una caffetteria dove Panahi incontra un amico di famiglia che non vede da sette anni. Quest'ultimo chiede consiglio su un furto con scasso che ha subito di recente e sul suo dilemma di non informare le autorità sui ladri, che personalmente conosce, poiché sono poveri e non hanno niente da perdere. Nel frattempo, Hana filma un caso di siahnamayi quando vede un ragazzo che raccoglie i soldi che erano stati lasciati cadere sulla strada da una coppia di sposi e rifiuta di restituirli.
Alla fine Panahi e Hana incontrano Nasrin Sotoudeh, un'avvocata per i diritti umani che sta andando a visitare in prigione la dissidente Ghoncheh Ghavami, e sembrano convincerla a rinunciare allo sciopero della fame che sta conducendo. Mentre regola il suo sedile, Hana trova un borsellino appartenente a una delle vecchie donne con i pesci rossi. Sotoudeh lascia il taxi, ma consegna a Panahi una rosa come buon augurio per i registi. Quindi Panahi e Hana raggiungono la fonte e riescono a restituire il borsellino; ma contemporaneamente due ladri (o agenti governativi) svaligiano il taxi, e il film si interrompe.

## Accoglienza
Così è stato commentato da Darren Aronofsky, Presidente della giuria del Festival di Berlino 2015: «Le restrizioni sono spesso fonte d'ispirazione per un autore poiché gli permettono di superare se stesso. Ma a volte le restrizioni possono essere talmente soffocanti da distruggere un progetto e spesso annientano l'anima dell'artista. Invece di lasciarsi distruggere la mente e lo spirito e di lasciarsi andare, invece di lasciarsi pervadere dalla collera e dalla frustrazione, Jafar Panahi ha scritto una lettera d'amore al cinema. Il suo film è colmo d'amore per la sua arte, la sua comunità, il suo paese e il suo pubblico [...] ».

## Riconoscimenti
- 2015 - Festival internazionale del cinema di Berlino
  - Orso d'oro
- 2016 - Premio César
  - Candidatura per il miglior film straniero